# Бонсдорф, Георг Робертович
Георг Робертович Бонсдорф (фин. Georg Hugo Bonsdorff, 1844—1919) — начальник артиллерии Виленского военного округа, генерал от артиллерии.

## Биография
Георг Бонсдорф родился 17 апреля 1844 года в Хартоле в семье приходского священника Нильса Роберта Бонсдорфа (1803—1859). Его старшими братьями были известный военный топограф Русской императорской армии, генерал от инфантерии и член-корреспондент Петербургской академии наук Аксель Робертович (Аксель Эдвард) Бонсдорф (1839—1919) и учёный в области математики, профессор и депутат Сейма Великого княжества Финляндского Эрнст Якоб Вальдемар Бонсдорф (1842—1936).
Получив образование в Финляндском кадетском корпусе, Бонсдорф 13 июня 1862 года был выпущен с чином прапорщика в 1-ю артиллерийскую бригаду. Приняв участие в подавлении восстания в Польше 1863—1864 годов, в 1864 году он был переведён в 27-ю артиллерийскую бригаду, затем произведён в подпоручики (25 августа 1865 года) и поручики (29 августа 1867 года) и поступил в Михайловскую артиллерийскую академию, которую окончил в 1870 году. Произведённый по окончании академии в штабс-капитаны (4 июля 1870 года), он в следующем году был переведён чином поручика в гвардейскую артиллерию и служил в Петербургской орудийной мастерской.
В чине штабс-капитана (с 30 августа 1872 года) Бонсдорф 4 февраля 1877 года был назначен заведующим 4-м отделением Петербургской орудийной мастерской и 17 марта того же года произведён в капитаны, а 30 августа 1879 года — в полковники. В этой должности он находился до 29 апреля 1880 года, а после открытия в Санкт-Петербурге Офицерской артиллерийской школы стал заведующим офицерами, обучающимися в этой школе (с 8 июня 1882 года по 26 февраля 1887 года).
После командования 6-й батареей 22-й артиллерийской бригады (с 26 февраля 1887 года по 1 апреля 1891 года) Бонсдорф занял должность начальника учебного артиллерийского полигона Виленского военного округа и 30 августа 1891 года был произведён в генерал-майоры. С 28 ноября 1896 года заведовал артиллерийской частью Казанского военного округа, 1 января 1901 года получил чин генерал-лейтенанта (со старшинством с 6 декабря 1900 года) и 10 апреля 1901 года был назначен начальником артиллерии 8-го армейского корпуса.
Три года спустя, 26 апреля 1904 года, Бонсдорф стал начальником артиллерии Виленского военного округа и занимал этот пост до выхода в отставку. 17 декабря 1908 года он был произведён в генералы от артиллерии с увольнением от службы с мундиром и пенсией и поселился в Гельсингфорсе, где и скончался уже после обретения Финляндией независимости 26 марта 1919 года на 75-м году жизни.

## Награды
За свою службу Бонсдорф был награждён рядом орденов, в их числе:
- Орден Святой Анны 3-й степени (1878 год)
- Орден Святого Станислава 2-й степени (1884 год)
- Орден Святой Анны 2-й степени (1888 год)
- Прусский орден Короны 2-й степени (1888 год)
- Орден Святого Владимира 3-й степени (1894 год)
- Орден Святого Станислава 1-й степени (1898 год)
- Орден Святой Анны 1-й степени (1903 год)
- Орден Святого Владимира 2-й степени (1906 год)